# La costella d'Adam
La costella d'Adam, títol original en italià La costola di Adamo, és la quarta novel·la publicada per l'escriptor italià Antonio Manzini, i la segona de la sèrie protagonitzada pel viceqüestor de policia Rocco Schiavone.
A Itàlia fou publicada per Sellerio Editore en 2014. A Catalunya la primera publicació és de Salamandra Català, col·lecció de Ediciones Salamandra, en 2015, traduïda per Anna Casassas i Figueras.

## Argument
Som al març, però a Aosta continua fent fred i en qualsevol moment pot nevar, cosa que treu de polleguera a Rocco Schiavone, viceqüestor de la Polizia di Stato. Un matí, després de rebre un avís de tràfic de drogues a un parc, assigna als agents Daruta i D'Intino, indubtablement els més destralers del seu grup, a fer la vigilància nocturna del lloc. Poc després Rocco i l'agent Italo Perron s'adrecen cap a un domicili en resposta a una trucada que ha informat d'un robatori. Però en arrivar descobreixen el cadàver d'una dona penjant del llum d'una habitació. I, de sobte, el que podria ésser un suïcidi, se'n torna un assassinat.
Al domicili han desaparegut diverses joies, entre d'altres un valuós fermall de pedres precioses, regal de la sogra a la morta, Ester Baudo.
Mentre comença la doble investigació, per assassinat i robatori, Schiavone s'assabenta que els seus agents destinats a l'operatiu antidroga han tingut problemes, i un ha acabat a l'hospital. Un dels dos camells que van atacar als policies, Fabio Righetti, ha estat detingut. Quan Rocco i Perron van a casa d'Irina, l'assistenta de la difunta i qui va descobrir el robatori, es troben amb l'altre camell, Helmi, fill de la parella d'Irina. Rocco li possa vigilància mentre acaba de lligar caps.
Aviat descobriran que Helmi manté algun tipus de relació amb Gregorio Chevax, actual empresari i antic condemnat per traficar amb objectes robats. Després de trobar el fermall en mans de Chevax, tot sembla indicar el mateix camí, però Rocco no ho veu clar: una amiga de l'assassinada l'ha insinuat que el matrimoni era un infern per ella.
Amb aquestes pistes i enfrontant-se, a més, al final de la seva relació amb Nora i a la tornada a la delinqüència de Giorgio Borghetti Ansaldo, el policia haurà de resoldre el cas.

## Personatges

### Rocco Schiavone
Viceqüestor de lla policia. Gran investigador, però totalment indisciplinat, corrupte, fumador de marihuana i, de vegades, veritablement desagradable, encara que no és mala persona.

### Altres personatges
- Italo Perron i Caterina Rispoli: agent e inspectora de policia. Són els col·laboradors més propers a Rocco i els únics en qui confia. En aquesta novel·la inicien una relació sentimental.

- Ester Baudo: assassinada.

- Patrizio Baudo: Marit de la morta. Representant de material esportiu i ciclista aficionat.

- Irina Oligova: Immigrant bielorussa. Dona de la neteja dels Baudo.

- Ahmed Bastiani: Parella d'Irina.

- Helmi Bastiani: Fill d'Ahmed i la seva primera dona. Nascut a Itàlia, gairebé no parla àrab.

- Fabio Righetti: Amic i company de malifetes d'Helmi.

- Adalgisa Verratti: Amiga d'Ester.

- Gregorio Chevax: Empresari. Condemnat uns anys abans per tràfic d'objectes robats.

- Giorgio Borghetti Ansaldo: Fill del sots-secretari d'Exteriors. Pederasta. Quan Rocco el va detenir per primera vegada, en lloc d'entregar-lo a la justícia, el va apallissar tant fort que el va deixar coix i borni, i ell va ser traslladat de Roma a Aosta.

- Nora: Amant de Rocco.

- Maurizio Baldi: Jutge encarregat del cas.

- Alberto Fumagalli: Patòleg i amic de Rocco.

- Sebastiano Cecchetti: Amic de la infantesa de Rocco i delinqüent.

- Luca Farinelli: Cap de la policia científica.

- Andrea Corsi: Cap superior de la policia.

- Agents Daruta, D'Intino i Casella: policies a càrrec de Schiavone, prou destralers.

## Adaptacions
La novel·la fou adaptada al segon episodi de la primera temporada de la sèrie Rocco Schiavone.